# Chapter One: The Hellfire Club
"Chapter One: The Hellfire Club" es el primer episodio de la cuarta temporada de la serie de televisión estadounidense de ciencia ficción y drama de terror Stranger Things y el episodio 26 en general de la serie. Ambientada en 1986, meses después de los acontecimientos de la temporada anterior, muestra los cambios y desafíos de Once, Mike Wheeler y sus amigos en su primer año de secundaria, mientras un nuevo monstruo sobrenatural comienza a atacar a los habitantes de Hawkins. Fue escrita y dirigida por los creadores de la serie, los hermanos Duffer.
El episodio está protagonizado por Winona Ryder, Millie Bobby Brown, Finn Wolfhard, Gaten Matarazzo, Caleb McLaughlin, Noah Schnapp, Sadie Sink, Natalia Dyer, Charlie Heaton, Joe Keery, Maya Hawke, Brett Gelman, Priah Ferguson, Matthew Modine y Cara Buono, todos regresando de temporadas anteriores, junto con los nuevos miembros del reparto Jamie Campbell Bower, Eduardo Franco y Joseph Quinn.
"The Hellfire Club" fue lanzado el 27 de mayo de 2022, en Netflix. Recibió críticas en su mayoría positivas, con elogios especiales hacia los elementos de terror y la actuación de Quinn.

## Trama
El 8 de septiembre de 1979,  el Dr. Martin Brenner se prepara para un nuevo día de trabajo en el Laboratorio Nacional Hawkins, que secretamente experimenta con varios niños que poseen habilidades sobrenaturales. Mientras realiza pruebas de percepción extrasensorial (ESP) con el sujeto Diez, Diez siente un ataque violento cerca, antes de que una misteriosa explosión noquee a Brenner. Más tarde, Brenner se despierta encontrándose con Diez muerto; mientras camina por el laboratorio, observa una cruenta matanza donde han caído enfermeros, guardias y sujetos de prueba. Llega a la sala de juegos principal, donde encuentra a Once enojada y ensangrentada de pie entre los cadáveres de los otros niños.
El 21 de marzo de 1986, ocho meses después de los eventos en el Starcourt Mall, Once ahora vive en Lenora Hills, California, con Joyce, Will y Jonathan. Ahora asiste a la escuela secundaria Lenora Hills junto con Will y Jonathan y lucha contra la pérdida de sus poderes mientras es acosada habitualmente por una chica llamada Angela. Mientras Will tiene como pasatiempo la pintura, Jonathan pasa sus días fumando yerba con su nuevo amigo Argyle. Ese mismo día, mientras Joyce esta trabajando como vendedora de enciclopedias en casa, recibe por correo una muñeca de porcelana, aparentemente procedente de Rusia. Se pone en contacto con Murray Bauman, quien advierte que la muñeca podría estar impregnada de un artefacto explosivo. Joyce abre el muñeco y descubre una nota escondida en su interior, que revela que Hopper está vivo.
En Hawkins, Steve sigue trabajando en la tienda de videos junto con Robin, quien a la vez, esta en la banda escolar y esta interesada en una chica llamada Vickie; Nancy ahora es coordinadora del periódico escolar ayudada por el joven Fred Benson y Mike, Dustin, Lucas y Max ahora asisten al Hawkins High School. Mike, Dustin y Lucas se han unido al "Club Hellfire", una sociedad dedicada a Calabozos y Dragones dirigida por el excéntrico Eddie Munson. Lucas también se unió al equipo de baloncesto de la secundaria, en busca de un ascenso de estatus escolar y lucha por hacer tiempo entre los dos clubes cuando revela que su partido de campeonato es la misma noche que finaliza la campaña de Eddie. Como resultado, Mike y Dustin buscan la ayuda de la hermana de Lucas, Erica, quien acepta ocupar el lugar de Lucas. Como la campaña y el juego ocurren al mismo tiempo, tanto Erica como Lucas anotan el tiro ganador para sus respectivos equipos.
Mientras tanto, Max lucha con la pérdida de su hermanastro Billy y visita con frecuencia la oficina de la consejera escolar, la Sra. Kelly donde le cuenta que su madre se separó del padre de Billy y que producto del estrés laboral, ha caído en alcohol, también revelando que terminó su relación con Lucas. Durante una ida al baño, se encuentra sin querer con Chrissy Cunningham, la capitana del equipo de porristas; sin que nadie lo advierta, está siendo atormentada por visiones de su familia y el tic-tac de un reloj de pie. A la salida de clases, se encuentra con Eddie, quien le ofrece drogas para calmar sus visiones. Esa noche, Eddie la lleva a su casa-tráiler para venderle una droga más fuerte; ahí, Chrissy tiene una visión más fuerte que la lleva a ser poseída en el mundo real. Se le aparece  una criatura humanoide sensible de sus visiones que la asesina brutalmente, mientras un asustado Eddie ve cómo sus huesos se quiebran de una extraña manera.

## Producción

### Desarrollo
La cuarta temporada se anunció el 30 de septiembre de 2019.     Los creadores de la serie, los hermanos Duffer, son productores ejecutivos, junto con Shawn Levy, Dan Cohen, Iain Paterson y Curtis Gwinn. El primer episodio de la temporada, "The Hellfire Club", escrito y dirigido por los hermanos Duffer, se lanzó el 27 de mayo de 2022 en Netflix junto con los siguientes 6 primeros episodios de la temporada.

### Escritura
"The Hellfire Club" esta ambientado en marzo de 1986, ocho meses después de los acontecimientos de la tercera temporada, y también presenta un flashback que tiene lugar en 1979, cuatro años antes del comienzo de la serie.
Matt Duffer indicó que uno de los "grandes rasgos" de la trama es que el centro principal de la acción se trasladará fuera de Hawkins, Indiana, durante la mayor parte de la temporada, por primera vez en la serie.  También indicó que los varios cabos sueltos que quedaron al final de la tercera temporada, como la supuesta muerte de Jim Hopper y la adopción de Once por Joyce Byers y su traslado con su nueva familia fuera del estado, se explorarían en algún momento durante la cuarta temporada. 
El personaje de Eddie Munson está basado en Damien Echols, uno de los Tres de West Memphis que fue condenado injustamente en 1994 por la muerte de tres niños debido a su apariencia, que los residentes vincularon con ser parte de un culto satánico. Los escritores se basaron en Paradise Lost, un documental que cubre el caso de Echols, para la historia de Eddie. 
Como habían hecho con el Demogorgon de la primera temporada, los Duffers optaron por utilizar el personaje de Vecna de Dungeons & Dragons como base del antagonista de esta temporada, algo que los personajes infantiles reconocerían y entenderían los peligros debido a su familiaridad a través del rol-jugador de un juego. Si bien Vecna no se introdujo por completo en los materiales de Calabozos y Dragones hasta 1990 a través del módulo ¡Vecna Lives! , y solo se había aludido en la historia anterior a eso, los Duffer creían que Eddie era un maestro de juego avanzado que podía extrapolar cómo se comportaría Vecna para los propósitos del programa. 

### Casting
El episodio está protagonizado por los habituales de la serie Winona Ryder como Joyce Byers, Millie Bobby Brown como Once / Jane Hopper, Finn Wolfhard como Mike Wheeler, Gaten Matarazzo como Dustin Henderson, Caleb McLaughlin como Lucas Sinclair, Noah Schnapp como Will Byers, Sadie Sink como Max Mayfield., Natalia Dyer como Nancy Wheeler, Charlie Heaton como Jonathan Byers, Joe Keery como Steve Harrington, Maya Hawke como Robin Buckley,  Brett Gelman como Murray Bauman,  Priah Ferguson como Erica Sinclair,  Matthew Modine como Martin Brenner,  y Cara Buono como Karen Wheeler, junto a los nuevos miembros del reparto Jamie Campbell Bower como Vecna, Eduardo Franco como Argyle y Joseph Quinn como Eddie Munson.
Las estrellas invitadas en el episodio son Logan Riley Bruner como Fred Benson, Joe Chrest como Ted Wheeler, Catherine Curtin como Claudia Henderson, Mason Dye como Jason Carver, Amybeth McNulty como Vickie, Elodie Grace Orkin como Angela, Gabriella Pizzolo como Suzie, Grace Van Dien como Chrissy Cunningham, Martie Blair como los jóvenes Once, Christian Ganiere como Diez, Tristan Spohn como Dos, Myles Truitt como Patrick McKinney, Elizabeth Becka como la Dra. Ellis, Regina Ting Chen como la Sra. Kelly y Julia Reilly como Tammy Thompson.

### Rodaje
Para distinguir visualmente entre las tres historias de la temporada, la diseñadora de vestuario Amy Parris reveló que cada una de las ubicaciones de la trama tendría su propia paleta de colores distinta: "Es muy divertido porque [el equipo de producción] captura California versus Hawkins a través del color, Hawkins todavía se ve muy saturado. No tenemos tanto como el marrón polvoriento y oxidado de las temporadas 1 o 2... Y en California, podemos incorporar rosas bebés y divertidos verdes azulados y morados. Es mucho más soleado. empapados y saturados en contraposición a los colores más ricos de Hawkins".  La empresa estadounidense de calzado Converse diseñó tres estilos diferentes de zapatos utilizando los colores del Hawkins High School para usarse en pantalla durante una escena que representa un mitin de ánimo.
Según Bower, para las escenas clave de la masacre en el laboratorio de Hawkins, la propia Brown ayudó a dirigir a Blair, quien interpretó a la versión más joven de Eleven.

### Posproducción
En abril de 2022, The Wall Street Journal informó en un artículo que examinaba los gastos de producción recientes de Netflix que el costo total para producir la cuarta temporada de Stranger Things fue de alrededor de 270 millones de dólares, lo que equivale aproximadamente a 30 millones de dólares por episodio. 

#### Tarjeta de advertencia
El estreno de la temporada el 27 de mayo de 2022 se produjo tres días después de un tiroteo masivo en una escuela en Uvalde, Texas, donde un hombre armado mató a tiros a 21 personas, 19 de ellas niños. A raíz de la tragedia, y considerando que la escena inicial del episodio 1, una escena que se había lanzado como un adelanto en línea una semana antes del estreno, presenta imágenes gráficas de cadáveres (incluidos los de niños), Netflix agregó un Tarjeta de advertencia antes del resumen de la temporada anterior que se reproduce automáticamente antes del episodio. La tarjeta, que se muestra únicamente a los espectadores en los Estados Unidos, dice lo siguiente:

Filmamos esta temporada de Stranger Things hace un año. Pero dado el reciente y trágico tiroteo en una escuela de Texas, los espectadores pueden encontrar angustiosa la escena inicial del episodio 1. Estamos profundamente entristecidos por esta violencia indescriptible y nuestros corazones están con cada familia que llora a un ser querido.

### Efectos visuales
Debido a la considerable duración de la temporada, se encargaron y renderizaron miles de tomas de efectos visuales durante los procesos de producción y postproducción de dos años. Sin embargo, los Duffer querían confiar más en los efectos prácticos que en los generados por computadora, de forma similar a cómo se produjo la primera temporada. Por ejemplo, Vecna, la criatura humanoide del Upside Down, era "90% práctica", lo que, según descubrieron los Duffers, creaba una mejor presencia en el set para que los actores respondieran en lugar de ser un accesorio para efectos posteriores generados por computadora.  Barrie Gower, una maquilladora que había trabajado anteriormente en Juego de Tronos y Chernobyl, proporcionó el aspecto de Vecna y otras criaturas.  Bower desempeñó el papel de Vecna con el uso de prótesis planificadas.  Gower diseñó el disfraz de Vecna para Bower con piel "anémica" cuya integración con el ambiente tóxico del Upside Down era evidente a través de la inclusión de "muchas raíces y enredaderas y formas muy orgánicas y tejido muscular fibroso".  Para lograr esta apariencia utilizando principalmente efectos prácticos, Gower reveló que él y su equipo tomaron un molde de cuerpo completo de Bower, para luego esculpirlo y satisfacer sus necesidades de diseño:

Comenzamos con su yeso de vida, y para asegurarnos de que todo fuera súper ajustado, redujimos el yeso de vida en un cierto porcentaje en todas partes, así que una vez que tuvimos una forma de yeso de todo su cuerpo, nuestros muchachos comenzaron modelar el cuerpo en todas las formas y formas en plastilina, lo que llevó varias semanas hacerlo. A partir de ahí, dividimos el cuerpo en varias secciones... Creo que fueron alrededor de 18 piezas en total, y todas pasaron a sus respectivos moldes hechos de fibra de vidrio o resina epoxi. Y luego hicimos moldes de todas las piezas de plastilina por separado y luego, una vez que tuvimos estos moldes, pudimos crear prótesis y las hicimos en una mezcla de materiales.

Una vez preparado el conjunto, se necesitaron unas siete horas de trabajo para colocar a Bower en él. 

### Música
El episodio presenta las canciones "California Dreamin'" de The Beach Boys, "Object of My Desire" de Starpoint, "Running Up That Hill" de Kate Bush, "I Was A Teenage Werewolf" y "Fever" de The Cramps, "Play with Me" de Extreme, "Detroit Rock City" de Kiss y "Got Your Number" de The Lloyd Langton Group. También presenta “El Ejército Rojo es más fuerte” interpretado por el Coro del Ejército Rojo.

## Marketing
El 2 de octubre de 2020, las diversas cuentas de redes sociales del programa publicaron dos fotografías de diferentes decorados: un cartel de una reunión de ánimo colgado en un pasillo del Hawkins High y una claqueta frente a un reloj de pie en Upside Down, una escena que se mostró por primera vez en el avance inicial de la temporada.  Un adelanto publicado el 6 de noviembre de 2021 mostraba la vida de Will y Once en California.  El 20 de mayo de 2022, se lanzaron en Internet los primeros ocho minutos del primer episodio.

## Recepción

### Respuesta crítica
En Rotten Tomatoes, el episodio tiene un índice de aprobación del 100% según 8 reseñas, con una calificación promedio de 7,6/10. 
Paul Dailly de TV Fantastic le dio al episodio un 4,5 de 5 estrellas y dijo: "Al principio no me convenció que los personajes se separaran porque parecía un desarrollo forzado para contar historias diferentes. Después de ver 'Chapter One: The Hellfire Club' , la escritura es tan fuerte como siempre y los personajes están evolucionando de maneras que antes no creía posibles". 
Los miembros de la prensa que habían visto el primer episodio con anticipación escribieron que tenía una "ambiente más oscura, más madura y llena de miedo". También elogiaron el episodio por dar más espacio a los personajes. 

### Reconocimientos
TVLine nombró a Joseph Quinn "Artista de la semana" durante la semana del 28 de mayo de 2022 por su actuación en el episodio. El sitio escribió: "Quinn llevó al adolescente en poco tiempo de curioso a preocupado, luego de pánico a tan completamente horrorizado que dejó escapar el tipo de grito que otros gritos escuchan y dicen: 'Guau'. Considerándolo todo, el debut de Quinn fue tan auspicioso como parece". 
Decider incluyó el episodio en su lista de "Los mejores episodios de televisión de 2022". 